# یواس‌ان‌اس واتکینز (تی-ای‌کی‌آر-۳۱۵)
یواس‌ان‌اس واتکینز (تی-ای‌کی‌آر-۳۱۵) (به انگلیسی: USNS Watkins (T-AKR-315)) یک کشتی است که طول آن 950 ft می‌باشد. این کشتی در سال ۲۰۰۰ ساخته شد.